# 斯科特·布朗 (足球运动员)
史葛·布朗（英語：Scott Brown，1985年6月25日—）出生於蘇格蘭法夫的鄧弗姆林（Dunfermline），是一名足球運動員，司職中場，現時效力蘇超球會阿伯丁。

## 生平

### 球會

#### 喜百年
史葛·布朗出道時在法夫青年聯賽（Fife Youth League）效力數支地區球隊，於2002年簽約加盟喜百年成為職業球員。他於2003年5月3日首次披甲上陣，上半場30分鐘後補入替加利·奧干拿（Garry O'Connor），終場3-1擊敗鴨巴甸；他在下週主場1-0擊敗馬瑟韋爾首次正選登場；史葛·布朗在球季餘下兩場喜百年的比賽均正選上陣及取得入球，作客2-1擊敗利雲斯頓包辦兩球及主場2-3負於巴特里的煞科戰亦射入一球，2002/03年球季上陣4場及射入3球。
2003/04年球季史葛·布朗成為喜百年陣中常規正選，於2004年2月13日續約直到2007年。他雖然整季在各項比賽合並上陣達到41場，但卻失落射門鞋，只有4球斬獲，其中一球在蘇格蘭聯賽盃第二圈9-0大勝蒙特羅斯（Montrose）中射入。喜百年在聯賽只獲得令人失望的第八位，但在聯賽盃一直殺入決賽，史葛·布朗在每一輪比賽均有上陣，喜百年在半準決賽2-1力克些路迪；再在準決賽碰上另一支「老字號」球隊格拉斯哥流浪，雙方在加時後仍然1-1平手，互射十二碼定勝負，史葛·布朗為喜百年射入第四個十二碼，頭五輪後3-3平手，進入突然死亡，格拉斯哥流浪的法蘭·迪保亞射中柱角不入，喜百年才以4-3過關；但喜百年在決賽「爆冷門」以0-2負於利雲斯頓而屈居亞軍。

#### 些路迪

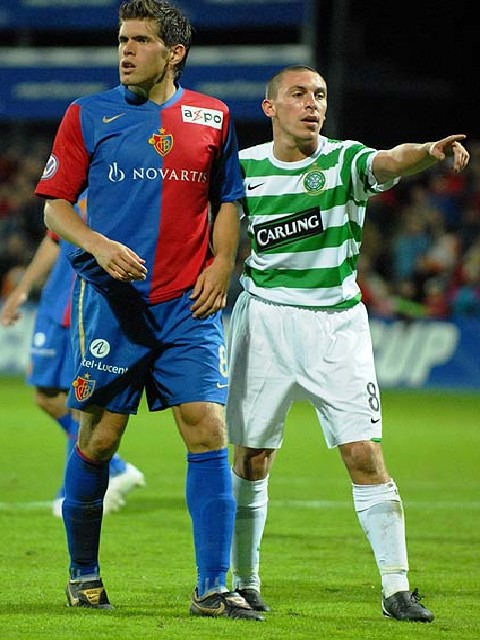
史葛·布朗（右方綠白間球衣）為些路迪上陣

2009年1月3日史葛·布朗被國際足協選為13名「2009年期待觀看」（ones to watch in 2009）青年球員之一，名單內尚包括曼聯拉斐爾·達施華及阿仙奴艾朗·藍斯。2月28日些路迪在聯賽主場7-0狂數聖美倫，史葛·布朗加盟些路迪以來首次在聯賽梅開二度。3月15日蘇格蘭聯賽盃決賽在咸普頓公園球場（Hampden Park）碰上老對手格拉斯哥流浪，法定時間90分鐘互無紀錄，加時後些路迪2-0獲勝贏得錦標，史葛·布朗繼2007年後第二次奪得聯賽盃冠軍。
2009年5月3日史葛·布朗獲選為2009年蘇格蘭PFA足球先生。2010年2月，布朗成為些路迪的隊長。
2021年3月25日，布朗確認將在2020-21賽季結束時他在些路迪的14年生涯，因為他已與阿伯丁簽署了一份合同前協議。

### 國家隊
2003年10月14日史葛·布朗入選蘇格蘭U19備戰2004年歐洲U-19足球錦標賽第一輪外圍賽，被編入第12組與土耳其、馬其頓及法羅群島同組，蘇格蘭主辦小組比賽獲主場之利，10月25日3-1擊敗法羅群島，史葛·布朗完場前射入十二碼；10月27日次場對土耳其，史葛·布朗開賽4分鐘先拔頭籌，最終1-1平手；10月29日最後一場2-0擊敗馬其頓，史葛·布朗在完場前「埋齋」，3戰入3球，協助蘇格蘭與土耳其攜手出線第二輪外圍賽。
2005年11月3日年僅20歲的史葛·布朗獲時任領隊禾達·史密夫首次徵召加入大國腳備戰對美國的友誼賽，11月12日於下半場後補上陣取得首頂國際賽喼帽。史葛·布朗其後返回蘇格蘭U21，雖然在2006年9月曾再獲徵召備戰立陶宛，2006年10月他亦曾在2008年歐國盃外圍賽對法國及烏克蘭兩場比賽再次入選，但均沒有被選派上陣。2006年11月14日代表蘇格蘭B隊0-0賽和愛爾蘭B隊。他終於2007年3月24日在2008年歐國盃外圍賽主場對格魯吉亞再獲派上陣，於下半場59分鐘入替加利·泰爾（Gary Teale）。下場比賽於3月28日作客挑戰世界盃盟主義大利，史葛·布朗首次正選上陣，被盧卡·東尼兩破大門而以0-2敗陣而回。自此以後，史葛·布朗鞏固國家隊的席位，成為一員常規正選。

## 榮譽
喜百年
- 蘇格蘭聯賽盃：2007年；

些路迪
- 蘇格蘭足球超級聯賽冠軍：2007/08年；
- 蘇格蘭足總盃冠軍：2011年；
- 蘇格蘭聯賽盃：2009年；

個人
- 蘇格蘭PFA足球先生：2009年；

## 外部連結
- 足球数据库：斯科特·布朗的球员统计数据
- SFA:Scott Brown
- Profile of international appearances on London Hearts （页面存档备份，存于）